# 李弥

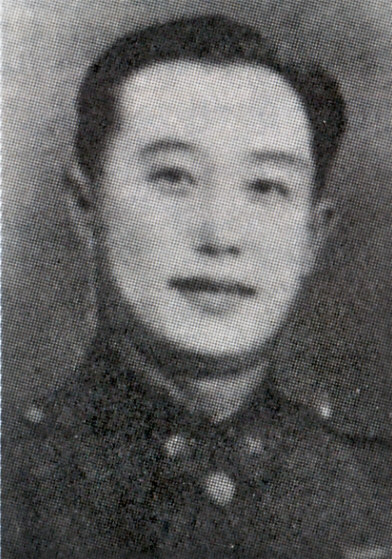
李彌將軍

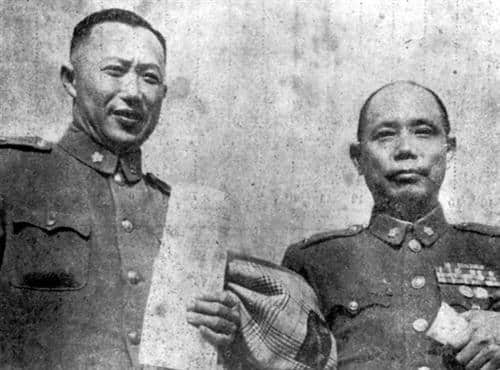
李彌將軍與余程萬將軍

李彌（1902年11月4日—1973年3月10日），字炳仁，號文卿，男，雲南騰衝人，中華民國陸軍中將，為泰北孤軍最早的領導者。

## 早年
李彌1902年生于云南省盏达土司（祖籍腾冲县）。弟兄八人，李弥排行第六。小学毕业后，转去腾冲县升学，就读于清末举人王承漠的私馆。1924年，李弥到广州，经人介绍在云南驻粤滇军第七师师部当差，任勤务兵。该师师长李根云不久提拔他为副官。不久李弥被保送上了黄埔军校第四期。编入步科第一团第五连学习。1926年10月，黃埔軍校第四期畢業。分往驻南昌的朱培德部任职。

## 第一次國共內戰
1927年南昌起义前，朱德以军官教导团团长的身份，对李弥做过不少工作，但李弥拒不参加，由江西到上海，后去南京在南京总司令部警卫团任连长。这时，一些地方部队纷纷要求蒋介石派黄埔军校的毕业学生去。李弥被派往四川，在国民革命军第二十二军赖心辉部先后任营的特派员，营长和副团长等职。1930年，李弥随部开赴鄂西，江西，听从陈诚调谴，参与剿共。1936年，任江西瑞昌縣縣長。

## 第二次世界大戰
1939年，參加崑崙關戰役。1940年，棗宜會戰後，調升為第八軍榮譽第一師師長。1942年，升为第八军副军长兼湖南芷(江)绥(宁)师管区司令。不久，该军开往云南的河口、马关一带，以阻止日军经由越南向云南的进犯。1943年底，在马关的古木，主持该军的干部训练班，曾在石壁上刻下「还我河山」四字。1944年，奔赴滇西松山戰場，加入中國遠征軍，打響松山戰役，因功升任第八軍軍長。

## 第二次國共內戰
1947年，在雲南省蓮山設治局當選為第一屆國民大會代表。1948年，所部改編為第十三兵團，任十三兵團司令官。徐蚌會戰中，奉命支援黃百韜部未果。
1949年，第十三兵團在陳官莊全軍覆沒，李彌化裝逃到山東濰縣、青島、乘海輪赴南京、上海。2月7日，蔣介石約李彌餐敍。「李報告陳官莊突圍經過及其歸途情形」:152。李彌又出任第六編練司令部總司令，以曹天戈（浙江鎮海人，黃埔四期畢業，曾任王鐵漢第四十九軍第二十六師師長、總統府參軍）、傅克精、邱開基為副司令官，兼第八軍軍長，副軍長為柳元麟（黃埔四期畢業，浙江慈谿人，曾任侍從室副主任）；未幾率部赴江西鷹潭，繼至湖南衡陽整訓。後往閩西徵兵。6月初雲南有不穩現象，7月徐永昌、蕭毅肅、王叔銘飛昆明。8月，蔣命令李彌返回雲南部署:61。8月27日，蔣派李彌回雲南:239。

## 退出雲南
1949年12月9日，李彌和余程萬參加雲南省政府主席盧漢在省政府召開之軍政聯席會議:13。盧漢以「長官張群由蓉蒞昆，定今晚九時召開會議」，請李彌、余程萬、空軍第五區副司令沈延世、憲兵副總司令李楚藩、憲兵司令部參謀長章鶴、第二十六軍第一九三師師長石補天及軍統負責人沈醉等到盧漢新公館出席。盧漢宣布云南起義，云南省归降中共。
宣布倒戈后，盧漢把第八軍各師改編為解放軍第28、29、30等師。時第六編練司令部參謀長卓立（陸軍大學畢業）從昆明坐吉普車帶關防派給第八軍啟用，曹天戈出頭制止大家憤怒，便放卓立回昆明。12月10日拂曉，盧漢派兩個保安團，進攻第八軍；第八軍教導師師長李楨幹（湖南寶慶人）以不足一團兵力在半天內追到昆明城郊，打死一團長。陸軍副總司令湯堯、第六編練司令部副司令官曹天戈、第一七〇師師長孫進賢、第四十二師師長石建中、第二三七師師長李彬甫、第三師師長田仲達與李楨幹即舉行緊急會議，決定與第二十六軍副軍長彭佐熙（廣東羅定人，黃埔二期畢業）聯絡，向昆明進攻，活捉盧漢。
12月12日，李彌答應「反正」，並回到第八軍:22-23。12月16日，各師長均主張即攻昆明，活捉盧漢；李彌退居幕後，部隊由曹天戈指揮。李彌要求馬上進攻昆明:24。余程萬仍被扣押，第四十四師師長石建中所部進擊到昆明以北，包圍昆明，兩度猛攻後，盧漢於12月14日把余程萬送出昆明:26。余程萬率領第二十六軍向雲南南部撤退:27。12月19日拂曉，第八軍開始總攻昆明，12月20日即攻佔市郊伏馬山制高點。盧漢的軍隊包圍第八軍，第八軍在蒙自、建水、石屏一帶布防，並重修蒙自機場，聯絡國府:27。12月21日，任命李彌為雲南省政府委員兼主席。第二十六軍前鋒到達昆明城外，佔領巫家壩機場，一部已入市區。
12月22日，第六編練司令部改為第八兵團，司令官為湯堯，副司令官為曹天戈，孫進賢升為第九軍軍長，田仲達升為第九軍副軍長，石建中升為第八軍副軍長。12月29日，毛澤東給劉少奇電報，請其告知第二野戰軍司令員劉伯承、政治委員鄧小平，轉知盧漢及雲南解放軍，只可在李彌、余程萬之先頭阻止其向越南、緬甸前進，不可向其後尾威脅或追擊，以免其過早退入越南；盧漢及解放軍均應向其進行政治工作，策動起事:198。

## 往來台灣及緬甸
1950年1月14日，李彌和余程萬飛往台灣:28。國防部第三廳副廳長周芸繁及空軍第三軍區副司令易國瑞飛到蒙自。李彌參加3次最高軍事會議，報告最高長官願意留在雲南，建立基地:28。顧祝同宣布將第二十六軍空運台灣，防務全交第八軍；顧祝同並帶700箱袁大頭，分發第八軍、第二十六軍做軍費，每箱內分裝兩布袋，每袋1,000元。1月17日，李彌、余程萬和陸軍總司令顧祝同及張群同機飛返第二十六軍防地雲南蒙自，在海南島途中，第二十六軍已有1個團撤到海口，余程萬留下來整頓:29。當晚，李彌通宵召開軍事會議，第二天隨顧祝同和張群飛往西昌:29。孫進賢炸毀元江鐵索橋，1月25日湯堯、曹天戈等在失散中被俘；時李彌隨顧祝同飛西昌，拜會胡宗南、賀國光，共商大計後，又折回蒙自，蒙自失守轉飛台灣，以後李彌到香港居住。李彌率部撤往緬甸、寮國、泰國交界地，任雲南省政府主席兼雲南綏靖公署主任，繼續於雲南江心坡地區帶領雲南反共救國軍與中華人民共和國對抗。雲南人丁中江與李彌、余程萬在胡文虎花園商議，與駐泰國武官陳振熙聯絡；李彌毅然到曼谷，通過泰國警察總監乃炮之關係進入雲南邊境。
1951年，蔣中正批示，將留越的富台部隊接回台灣，但留緬的李彌部隊不准接回。在韓戰爆發之後，中華民國政府將美製武器運往緬甸，支援李彌部隊。李彌因爭取「美援」，中共及聯合國向泰國、緬甸施壓干預，於是武力部隊回到台灣，留下少數由柳元麟指揮，後柳元麟回台灣。1951年4月，李弥反攻云南战役开始，陆续攻占云南省边境地区的八个县治。不久之后，在解放军反击下失败。7月下旬，撤退到缅甸。1954年，李彌率部撤往台灣，其下的段希文等部隊接獲蔣中正密令，自願留下，成為泰北孤軍。

## 晚年

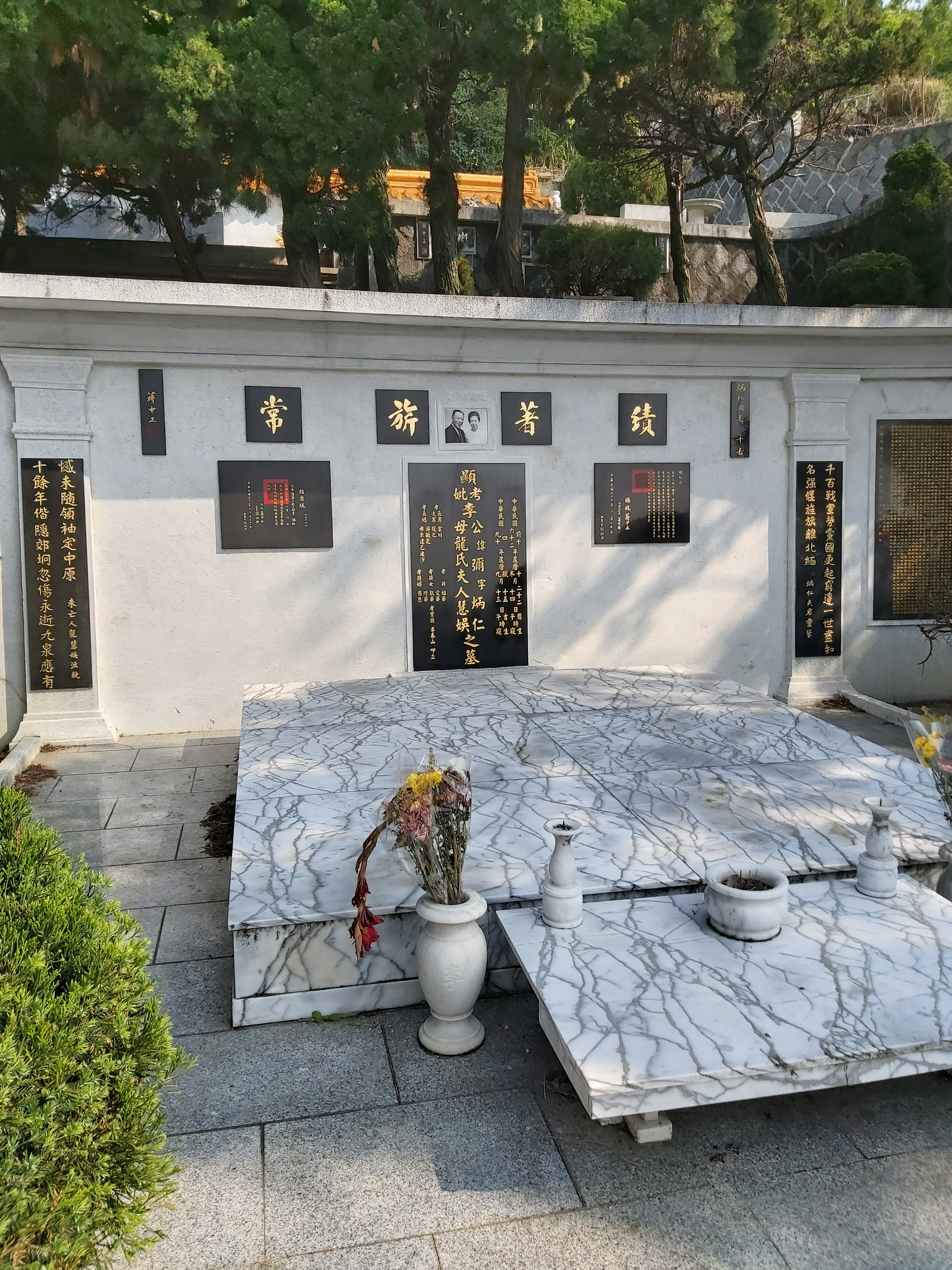
李彌與妻子龍慧娛在臺北市北投區陽明山第一公墓的墓地

李彌回台灣後，居台北新店鎮北新路，成為天主教徒。1963年11月在中國國民黨第9次全國代表大會上被選為中央評議委員。長子李雲川、幼子李獲之均學成居美國，女兒李心娥嫁至國外。
1973年12月8日，李彌因心臟病復發逝世，死後治喪委員會，由何應欽、于斌總主教、薛岳、李宗黃、張寶樹主持。